# NGC 391
NGC 391 este o galaxie lenticulară situată în constelația Balena. A fost descoperită în 8 ianuarie 1853 de către George Phillips Bond.